# Karl Balthasar
Johann Karl Balthasar (* 9. September 1868 in Zaschwitz; † 14. Juni 1937 in Halle (Saale)) war ein deutscher evangelischer Theologe und Hochschullehrer.

## Leben
Karl Balthasar war der Sohn des Lehrers und Organisten Julius Balthasar aus Zaschwitz im Mansfelder Seekreis. Nach dem Besuch des Stiftsgymnasiums in Zeitz bis 1889 studierte er Theologie an der Universität Halle, wo er 1893 das erste theologische Examen ablegte. Der erfolgreiche Abschluss des zweiten theologischen Examen erfolgte 1895 in Magdeburg.
Im Jahre 1894 trat Karl Balthasar als Erzieher in den Dienst der Grafen von der Schulenburg. 1898 wurde er Pfarrer in Krüssau, später wechselte er als solcher nach Hohenziatz und war bis zum Eintritt in den Ruhestand im Jahre 1933 Pfarrer in Ammendorf. 1925 wurde er Mitglied der Freimaurerloge Zu den drei Degen in Halle, die er 1928 wieder verließ. Politisch betätigte er sich in der neugegründeten DNVP, die er 1930 verließ. Unmittelbar nach der „Machtergreifung“ der Nationalsozialisten trat er zum 1. Mai 1933 in die NSDAP ein (Mitgliedsnummer 2.771.433), die er im Juni 1934 wieder verließ.
Bereits frühzeitig hatte Karl Balthasar auch eine musikwissenschaftliche Ausbildung an der Universität Halle absolviert, nachdem er sich bereits als Schüler im Schul- und Kirchenchor beteiligt hatte. So studierte er nebenberuflich von 1919 bis 1922 Musikwissenschaft. Zu seinen Lehrern zählte u. a. Robert Franz. Gleichzeitig war er 1919 als Dozent für musikalische Liturgik an der Universität Halle berufen worden. Seine Berufung zum Professor erfolgte 1920.
1931 wurde Karl Balthasar Fachberater für die Neuherausgabe des Gesangbuches der Provinz Sachsen und Anhalt. Er selbst hatte 1890 auch einen Walzer und zwei Lieder komponiert.

## Werke (Auswahl)
- Gruß aus Thüringen. Walzer für Pianoforte, Zeitz 1890.
- Zwei Lieder für eine Singstimme mit Pianoforte, Zeitz 1890.[2]

## Ehrungen
- Preußisches Kriegsverdienstkreuz
- Dr. theol. h. c.